# 東莞市

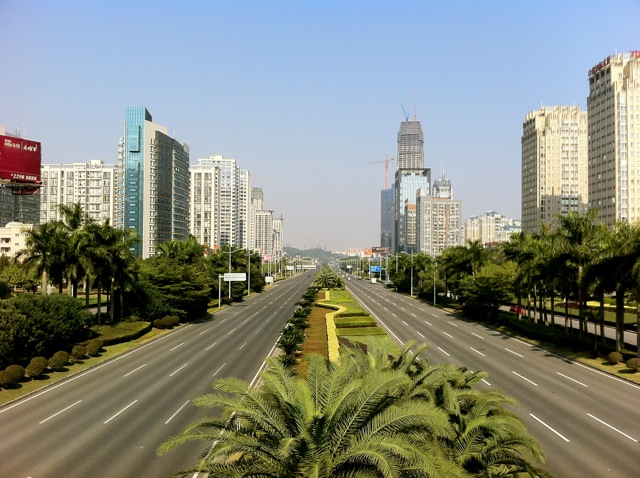
東莞市中心部

東莞市（とうかん-し、中国語: 东莞市、英語: Dongguan、歴史的表記 Tongkun）は中華人民共和国広東省中部にある地級市。28の鎮と行政の中心である街道で構成される。

## 概要
唐代の757年に、番禺（広州）の東にある、「莞草」（イグサ）の産地として「東莞」と名付けられた。
改革開放前は現在の市域の多くは赤土が広がる貧しい農村だったが、1980年代末から広州と深圳、香港の中間に位置することから、香港企業、台湾企業の委託加工先や工場建設の好適地として、衣料品、日用雑貨、玩具、電子製品、パーソナルコンピュータまで、重工業以外の各種工場が林立する工業地帯に変貌した。特に、パソコン部品は世界の供給拠点として重要な地位を占める。また、輸出に必要な包装用段ボールを製造するための製紙工業もさかんで、中国最大の工場群もある。
農業では稲作の他、野菜栽培が盛んで、香港、広州、深圳などへの重要な供給基地のひとつとなっている。
旧来東莞に住み、本籍を持つ住民の人口は2012年末現在で約180万人であるが、粤語の下位方言である「東莞話」（とうかんわ）を話す地区と、樟木頭鎮、清渓鎮などの東莞市東部や深圳に近い丘陵地帯に点在する客家語を話す地区に別れる。しかし現在は、湖南省、四川省など、省外からの流入人口（2012年末時点で約650万人）が多く、標準語が広く通用している。
産業の発達に伴い出稼ぎ労働者が急増し、それに伴いそれら男性相手の売春女性が増加したため、2010年代に入り「性都」の異名を取るほど性風俗産業も発達した。その中には周辺地域の高級官僚などと関係しているものもあったため、2014年2月には関連施設の一斉摘発が行われた。

## 歴史

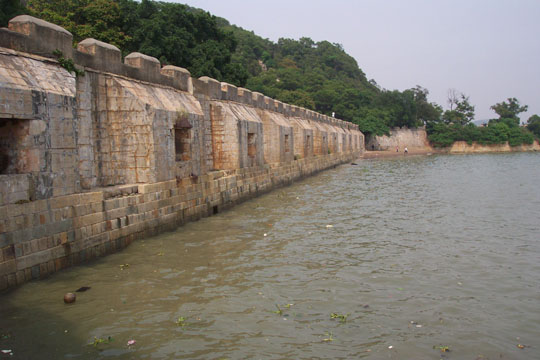
虎門の威遠砲台

新石器時代からの遺跡が見つかっており、古来、居住者がいたことが知られている。春秋戦国時代の百越の地であり、南越族が住んでいたと考えられる。紀元前214年、秦の始皇帝が全国を統一すると、南海郡番禺県に属した。後漢の順帝が番禺から増城県を分離させると、東莞も増城県に属した。331年、増城から分離され宝安県となった。757年に東莞と改名し、莞城に役所を置いた。1949年に中華人民共和国が成立すると、東莞は東江行政区の管轄下に置かれた。1952年には粤中行政区に入り、1956年に恵陽専区に入った。1985年に国務院の批准によって珠江デルタ経済開発区に入り、同年9月には東莞県から東莞市に改称した。1988年1月に現在の地級市に昇格している。
近代、林則徐が虎門鎮でアヘンを処分したことは有名である。

## 地理
珠江デルタの北東部に位置し、古くから莞城鎮（現莞城区）と、珠江、東江などの水運の要地である虎門鎮を中心に街が形成されていた。東莞市の面積は2465平方キロメートルで、ほぼ日本の佐賀県に匹敵する。南北では50km、東西では70kmほどの広がりがある。

## 行政区画
東莞市は区（街道弁事処）と鎮で構成され、市轄区・県制度はない。以下の「片区」は地理的な区分であり行政区ではない。
| 東莞市の地図 |
| ------------ |
|              |

- 城区片区：1. 莞城街道、2. 東城街道、3. 南城街道、4. 万江街道、5. 高埗鎮、32. 石碣鎮
- 水郷新城片区：6.中堂鎮、7. 麻涌鎮、8. 望牛墩鎮、9. 道滘鎮、10. 洪梅鎮
- 浜海湾片区：11. 沙田鎮、12. 厚街鎮、13. 虎門鎮、14. 長安鎮
- 東南臨深片区：18. 塘厦鎮、19. 鳳崗鎮、20. 清渓鎮、21. 樟木頭鎮
- 東部産業園片区：17. 黄江鎮、22. 謝崗鎮、23. 常平鎮、24. 橋頭鎮
- 松山湖片区：15. 大嶺山鎮、16. 大朗鎮、25. 企石鎮、26. 横瀝鎮、27. 東坑鎮、28. 寮歩鎮、29. 茶山鎮、30. 石排鎮、31. 石竜鎮

### 年表
この節の出典
- 1988年1月7日 - 広東省恵陽地区東莞市が地級市の東莞市に昇格。(1市)

## 交通

### 鉄道
広東省の二大都市である広州と深圳を結ぶ広深線など、多くの路線が利用可能であり、様々な列車が運行されている。
- 広深鉄路- 東莞駅、常平駅、樟木頭駅。広州駅より深圳駅方面。

…他路線からの在来線長距離列車・広深間の都市間電車など
- 京九鉄路 - 常平駅、東莞東駅。北京西駅より深圳駅、香港紅磡駅方面。

…在来線長距離列車など
- 広深港高速鉄路 - 虎門駅。広州南駅より深圳北駅、香港西九龍駅方面。

…広深間高速電車・広州-香港間高速電車・他路線からの長距離高速電車
- 贛深旅客専用線（中国語版） - 東莞南駅。贛州西駅より深圳北駅方面。

…長距離高速電車
- 広恵都市間鉄道 - 都市近郊路線で、駅の間隔が数キロと短い。広州市と恵州市を結ぶ路線で、東莞市内には12の駅が設けられている。

…各駅停車・快速
- 穂深都市間鉄道（中国語版） - 駅の間隔が短い、広深間の都市近郊路線であり、東莞市内には10の駅が設けられている。現在の終点は深圳宝安国際空港に隣接する深圳機場駅。空港から福田区までの区間が建設中である。

…大半は各駅停車だが、一部電車は通過駅がある。

### 地下鉄
2016年5月27日に東莞地下鉄2号線が部分開業した。
- 1号線 - 2025年開業予定
- 2号線 - 2016年5月27日に東莞火車站 - 虎門火車站が開業、現在は虎門火車站 - 交椅湾を建設中。
- 3号線 - 建設中
- 4号線 - 計画中

### 水運
- 虎門から香港などに客船が出ている。香港まで47海里。

### 道路
- 高速道路
  - 京港澳高速道路
  - 瀋海高速道路
  - 珠三角州地区環状高速道路（中国語版、英語版）
  - 武深高速道路
  - 潮莞高速道路
  - 莞仏高速道路
  - 広深沿江高速道路（中国語版）
  - 広竜高速道路（中国語版）
  - 恵塘高速道路
  - 従莞深高速道路
  - 竜大高速道路（中国語版）
- 国道
  - G107国道

### バス
- 東莞城巴 - 2004年に東莞公汽、長安公汽、石龍公汽を統合。
- ターミナル - 万江汽車客運総站、南城汽車客運站、高埗汽車客運站、市汽車客運站、榴花汽車客運站、莞長汽車客運站の6個所。
- 空港快綫
  - 万江 - 新華南MALL城市航站楼から広州白雲国際空港、深圳空港、香港国際空港行き
  - 塘厦 - 体育館横の候機楼から大朗経由広州白雲国際空港、深圳空港行き
- 香港行きツアーバス - 多数の旅行社がホテルなどを回って運行しており、片道ずつ利用可能。

## 観光

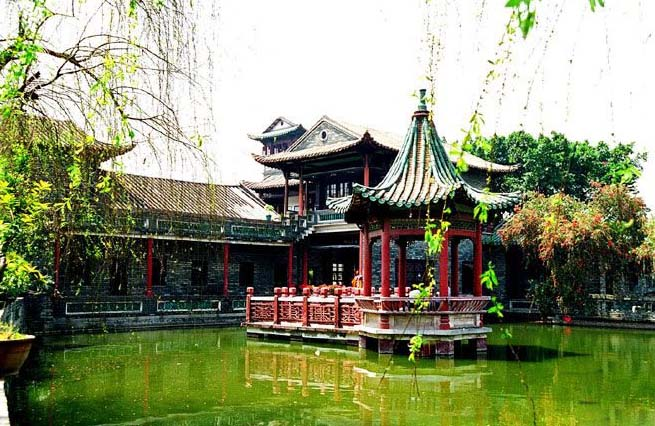
東莞可園

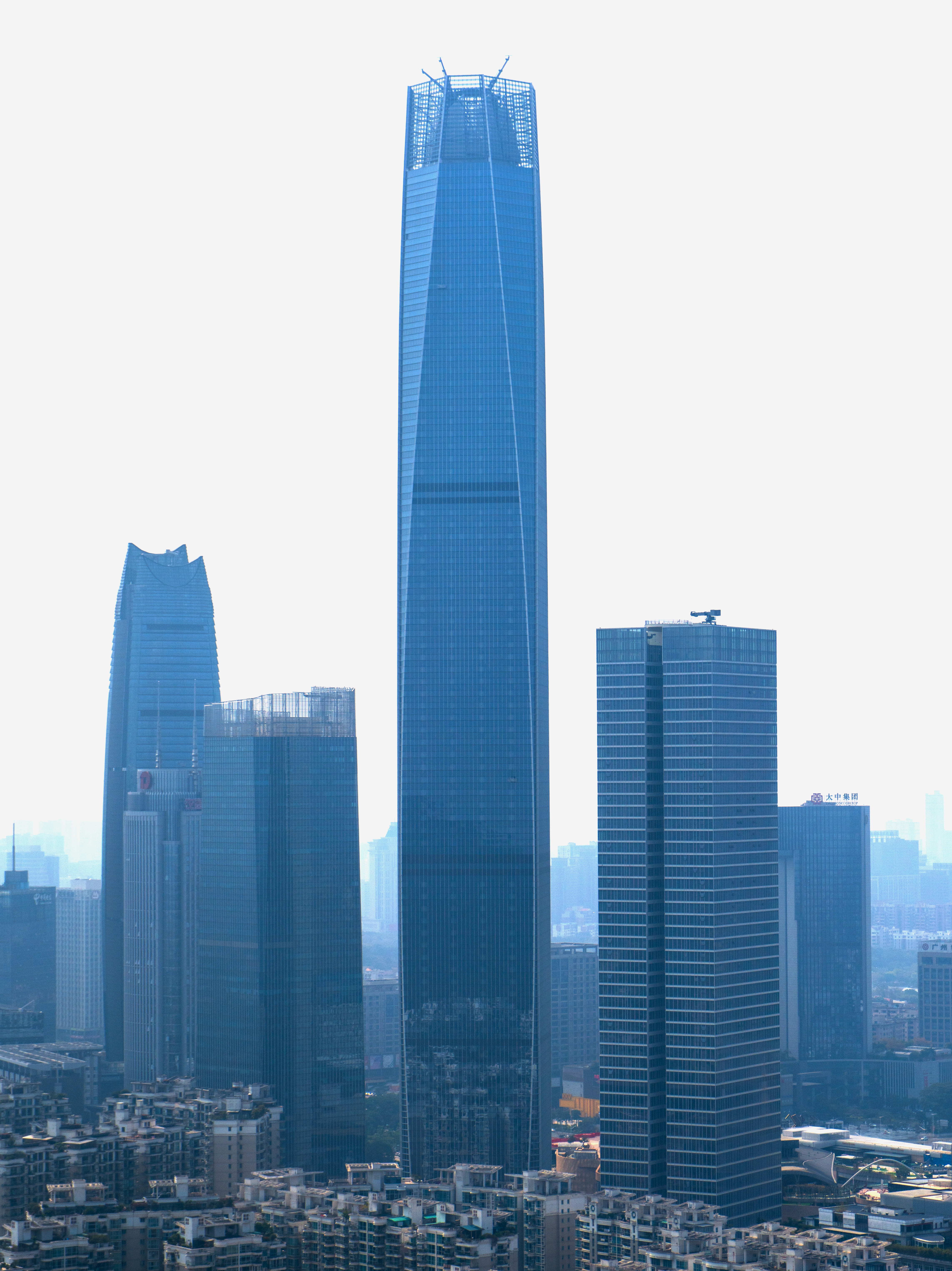
東莞民盈国貿中心

- 東莞可園 - 清代広東四大名園のひとつ。博厦にあり、官僚張敬修が築いた。
- 金鰲洲塔
- 東莞博物館
- 粤暉園
- 阿片戦争博物館、林則徐記念館 - 虎門鎮にあり、アヘンを処分した池などがある。
- 虎門砲台 - 虎門鎮
- 海戦記念館 - 虎門鎮
- 虎門大橋 - 虎門鎮
- 新華南MALL - 万江区
- 東莞飲食風俗博物館 - 万江区
- 虎英郊野公園
- 南社村古民家群 - 茶山鎮
- 東莞市科学技術博物館
- 東莞蠔崗遺址博物館
- 東莞民盈国貿中心 - 高さ422mの超高層ビル

## スポーツ
東莞市の東莞聯華サッカークラブが香港Aリーグで試合を行っている。東莞籃球中心（東風日産文体中心）は同市内最大のアリーナとしてバスケットボールやコンサートなどの催しなどが行われている。

## テレビ
- 東莞電視台（東莞テレビ） - 第1チャンネル、第2チャンネル

## 食文化
もともとは広東料理、客家料理が食べられている地域であるが、省内でも独特の料理が生まれている。長安の盆菜、大嶺山のガチョウ焼きなど地域性の強いものや、竜舟飯、シマアオジの素揚げ、イトメの煮もの、鯪魚丸のように珠江デルタに共通するもの、咸湯圓やヨモギ餅、各種の米の加工品のように客家料理の一部と共通するものなどがある。ザボンの麦芽糖漬け、甘いソーセージ、味噌などの特色のある食品もある。

## 東莞に本社を持つ企業
- 玖龍紙業 - 実質的本社
- 歩歩高 - OPPO、Vivo等のスマートフォン・メーカーの親会社
- 理文造紙
- 奇声電子実業
- YINGFA

## 中華人民共和国成立以降の首長等
- 県長、市長 - 葉耀、李近維、佟星、黎桂康、劉志庚、李毓全
- 県、市共産党委員会書記 - 欧陽徳、李近維、佟星、劉志庚

## 出身者
- 袁崇煥 - 明代生まれで、清軍に抵抗した民族的英雄
- 蔣光鼐 - 十九路軍の総指揮官
- 陳鏡開 - ウエイトリフティング選手
- アグネス・チャン - 日本で最も有名な中国出身の芸能人　ユニセフ大使
- シャオジュン - 韓国の男性アイドルグループNCT、中国ユニットWayVのメンバー。

## 友好都市
- アメリカ合衆国 ハートフォード
- パナマ パナマ市
- 香港
- ギリシャ テッサロニキ